# Doštitna žlijezda
Doštitne žlijezde (doštitaste žlijezde) ili paratiroidna žlijezda (paratireoidne žlijezde) ili epitelna tjelešca, lat. glandulae parathyroideae je naziv za male endokrine žlijezde u vratu čovjeka koje izlučuju paratiroidni hormon ili parathormon (PTH). U čovjeka obično nalazimo četiri doštitne žlijezde smještene iza štitne žlijezde. Razlikujemo par gornjih (lat. glandulae parathyroidea superior) i par donjih doštitnih žlijezda (lat. glandulae parathyroidea inferior), iako broj žlijezda kod čovjeka može varirati od dva do šest.
Paratiroidne žlijezde je 1880.g. otkrio švedski student medicine Ivar Viktor Sandström (1852-1889).  
Paratiroidne žlijezde održavaju koncentraciju kalcija u krvi, kako bi živčani sustav i mišični sustav mogli normalno funkcionirati, pomoću paratireoidnog hormona. 

## Anatomija
Obično u ljudskom tijelu nalazimo četiri doštitne žlijezde veličine 3 x 6 mm, težine 0.6 g i nalaze su čahuri štitne žlijezde, a mogu se nalaziti i u samoj štitnoj žlijezdi ili rjeđe u medijastinumu. 
Gornji par žlijezda nalazi se u blizini gornjeg pola štitne žlijezde, sa stražnje strane lateralnih režnjeva, dok je donji par smješten u blizini donjeg pola, sa stražnje strane štitnjače. 
Lat. arteria thyroidea superior (gornja arterija štitaste žlijezde) i lat. arteria thyroidea inferior (donja arterija štitaste žlijezde) opskrbljuju žlijezde krvlju, a inerviraju ih srednji (lat. ganglion cervicale medium) i donji cervikalni ganglij (lat. ganglion cervicale inferior).

## Histologija
Svaka od doštitnih žlijezda obavijena je vezivnom čahurom koja pruža pregrade u tkivo žlijezde, te dalje prelaze u mrežu retikulinskih vlakana. U žlijezdanom tkivu razlikuju se glavne stanice i oksifilne stanice. Glavne paratiroidne stanice izlučuju parathormon, dok je funkcija oksifilnih stanica nepoznata. Postoje i stanice koje su slične i glavnim i oksifilnim stanicama koje su vjerojatno prijelazni oblici. U vezivnim dijelovima nalaze se živci, krvne žile i masne stanice. S dobi žlijezdane stanice se zamjenjuju s masnima. 